# Euriphene sjostedti
Euriphene sjostedti är en fjärilsart som beskrevs av Aurivillius 1893. Euriphene sjostedti ingår i släktet Euriphene och familjen praktfjärilar. Inga underarter finns listade i Catalogue of Life.